# 《新华日报》营业部旧址
《新华日报》营业部旧址，位於重庆市渝中区民生路240号，现隶属红岩革命纪念馆。

## 历史

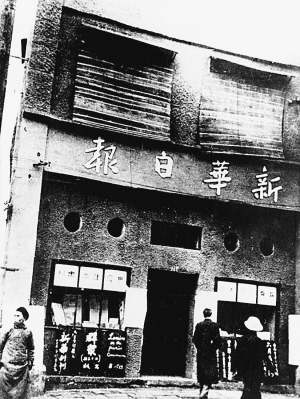
《新华日报》营业部（摄于1946年）

此楼建于1930年代，原为四川聚兴城银行修建。1940年8月，原设在重庆西三街12号的《新华日报》营业部被日机炸毁。《新华日报》冲破国民党当局阻挠，通过各种关系租下了这栋位于重庆“文化街”上的三层楼房作为营业部门市及办公用房，于1940年10月27日迁到此楼对外营业办公。《新华日报》营业部在此办公近六年。1946年2月22日，《新华日报》营业部被国民党特务捣毁。随后《新华日报》营业部迁至德兴里39号星庐，直到1947年2月28日被国民党重庆当局查封。
1974年，重庆市人民政府将该楼底楼辟为纪念地，1982年将整栋楼房收归红岩革命纪念馆。经维修和复原，于1986年10月正式对外开放。
1962年2月18日，“新華日報營業部舊址”列為重慶市第一批文物古蹟保護單位。1980年7月7日，“中共中央南方局及八路軍重慶辦事處舊址-民生路新華日報營業部”列為四川省重新公佈的第一批文物保護單位。1983年12月1日，“新華日報館舊址和營業部舊址”列為重慶市第一批市級文物保護單位。2000年9月7日，“《新華日報》館及營業部舊址”列為第一批重慶市文物保護單位。2001年6月25日，“《新华日报》营业部旧址”在公佈第五批全國重點文物保護單位时，歸入八路軍重慶辦事處舊址。

## 建筑
《新华日报》营业部旧址坐北朝南，是一栋中西式黑灰色砖木结构建筑，三楼一底，通高约18米，面阔7.2米，进深9.65米，共有6间房。建筑面积274平方米。营业部大门上方和正面墙体上，分别砌挂有于右任题写的“新华日报”四字招牌。
- 底楼：是营业部，面积约60多平方米[1]。
- 二楼：是营业部办公室。营业部的广告课、图书课、发行课、邮购课等部门均在该房间办公。皖南事变后，因国统区白色恐怖加剧，周恩来、董必武等中共中央南方局领导人常在营业部二楼会客室同国统区各界人士、各民主党派负责人秘密晤谈[1]。
- 三楼：是《新华日报》社社长潘梓年在重庆城内的办公住宿用房，报馆记者临时住房，营业部工作人员、报丁报童住房[1]。